# Wansdyke

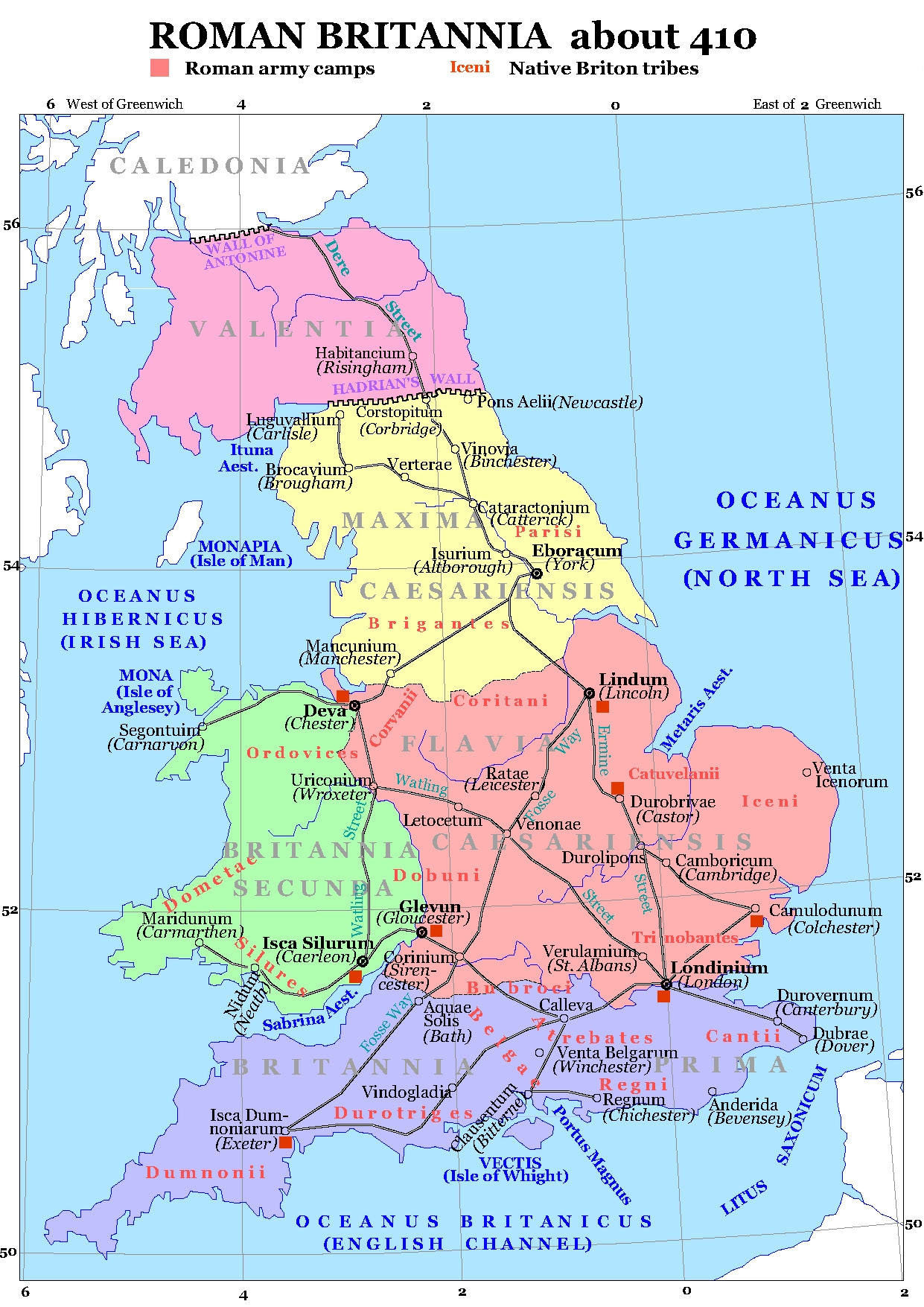
Mappa della Britannia nel 410 al momento del ritiro delle legioni romane, dove si può leggere vicino a Bath -nel sudoccidente britannico- la Fosse Way, nelle cui vicinanze ed in forma parallela fu costruito il "Wansdyke"

Wansdyke (da Vallo di Woden) è una linea difensiva costruita dai romano-britannici agli inizi del Medioevo nell'Inghilterra sud-occidentale che va da Maes Knoll (una fortezza in altura vicino a Norton Malreward, nella valle di Chew, a sud di Bristol) alla foresta di Savernake, nei pressi di Marlborough, nel Wiltshire.
Si estendeva parallelamente ad un'antica strada romana, chiamata ancora oggi Fosse way nelle vicinanze di Bath.

## Storia
La costruzione, che sembra essere centrata intorno alla città della Britannia romana Aquae Solis (Bath),  sarebbe stata realizzata nel V/VI secolo, dopo, quindi, la partenza dei Romani dalla Britannia, quando questa zona divenne il confine tra i Celti romano-britannici e gli Anglosassoni dopo la battaglia di Deorham nel 577. 
Vi sono comunque accademici, come David Higgins, che affermano che la sua costruzione avvenne prima del 500 d.C., in occasione della Battaglia del Monte Badon, quando il romano-britannico Ambrosio Aureliano sconfisse gli invasori anglosassoni.
Vista la sua collocazione sul lato nord, è logico pensare che veniva usata dai Celti come difesa dai Sassoni dell'alta valle del Tamigi. Secondo la Cronaca anglosassone, il sassone Cenwalh re del Wessex sconfisse le tribù britanniche a Bradford-on-Avon nel 652 e più a sud nella battaglia di Peonnum (Penselwood) nel 658, avanzando così verso ovest fino al fiume Parrett. Quando i Sassoni presero il controllo di questo vallo, gli diedero il nome del loro dio Woden (= Woden's Dyke, da cui Wansdyke). 
Potrebbe essere considerata come una delle più ampie costruzioni difensive del Regno Unito insieme al Vallo di Offa e quello di Adriano. 
Nell'VIII secolo lo storico e monaco gallese Nennio, avvalendosi di cronache a lui precedenti, ne dà un'accurata descrizione e lo connette alle leggende su Re Artù. 
Questo vallo diede il nome al distretto di 
Wansdyke e anche all'elettorato di Wansdyke.